# Neottieae
Tribu
Classification phylogénétique
La tribu des Neottieae regroupe des plantes de la famille des Orchidaceae, de la sous-famille des Epidendroideae.
Il en est fait mention pour la première fois en 1826 dans la classification des Orchidées par John Lindley.

## Description et biologie
Ce sont des orchidées terrestres, géophytes dont certaines espèces sont dépourvues de chlorophylle (Neottia nidus-avis).

## Liste desgenres
Depuis l'introduction de la classification phylogénétique et une première classification établie par Robert Louis Dressler en 1993, cette tribu est toujours considérée comme formant un groupe monophylétique.

### SelonNCBI(5 oct. 2019)[3]
- Aphyllorchis Blume 1825.
- Cephalanthera Rich. 1818.
- Eburophyton A.Heller 1904. (synonyme de Cephalanthera selon Kew)[4]
- Epipactis Zinn 1757.
- Limodorum Boehm. 1760.
- Listera R.Br. in W.T.Aiton 1813. (synonyme de Neottia selon Kew)[5]
- Neottia Guett. 1754.
- Palmorchis Barb.Rodr. 1877.